# Jacques Besnard
Jacques Besnard (Le Petit-Quevilly, Sena Marítim, França, 15 de juliol de 1929 − Saint-Cloud, Alts del Sena 9 de novembre de 2013) va ser un director de cinema, guionista i productor francès.

## Biografia
Jacques Besnard debuta el 1962 com a primer ajudant del director André Hunebelle. Al seu costat, aprendrà el seu ofici als platós d'OSS 117, Les Mystères de Paris, o els dos primers Fantômas, amb Louis de Funès. Hunebelle produirà la seva primera realització, el 1966. Per a la comèdia Le Grand Restaurant, retroba Louis de Funès, amb qui col·labora en el guió, després signa un èxit popular amb Le fou du labo 4. En els anys 1970, signarà una maneta de comèdies més o menys encertades.
És el pare del director Éric Besnard.

## Filmografia[1]

### Director i guionista
- 1967: Revolta al Carib (Estouffade a la Caraïbe), amb Jean Seberg i Serge Gainsbourg
- 1967: Le Grand Restaurant, amb Louis de Funès i Bernard Blier
- 1967: Le Fou du labo 4, amb Jean Lefebvre i Bernard Blier
- 1972: La Belle Affaire o Les marginaux, amb Michel Serrault, Rosy Varte i Michel Galabru
- 1974: C'est pas parce qu'on a rien a dire qu'il faut fermer sa gueule, amb Bernard Blier, Michel Serrault i Jean Lefebvre
- 1975: La situation es grave... mais pas désespérée, amb Michel Serrault i Jean Lefebvre
- 1976: Le Jour de gloire, amb Jean Lefebvre, Pierre Tornade i Darry Cowl
- 1976: Et si tu n'en veux pas ou Joëlle i Pauline[2] amb Joëlle Cœur, Gilda Arancio i Françoise Pascal
- 1978: General...nous voila!
- 1982: Te marre pas ... c'est pour rire !, amb Michel Galabru i Aldo Maccione
- 1984: Allo Béatrice (TV)
- 1985: Hôtel de police (TV)
- 1988: La Belle Anglaise (TV)
- 1990: Le Retour d'Arsène Lupin (1 episodi)
- 1992: Feu Adrien Muset (TV), amb Jean Lefebvre
- 1994: Avanti (TV)

### Guionista
- 1995: Un si joli bouquet (TV) de Jean-Claude Sussfeld
- 1997: Un petit grain de folie (TV) de Sébastien Grall
- 2004: L'Antidote de Vincent de Brus

### Ajudant de director
- 1957: Comme un cheveu a la soupe de Maurice Regamey
- 1960: La Famille Fenouillard d'Yves Robert
- 1962: Les Mystères de Paris d'André Hunebelle
- 1964: Banco a Bangkok per OSS 117 d'André Hunebelle
- 1964: Fantômas d'André Hunebelle
- 1965: Furia a Bahia per OSS 117 d'André Hunebelle
- 1965: Fantômas se déchaîne d'André Hunebelle
- 1971: La Folie des grandeurs de Gérard Oury
- 1973: Les Aventures de Rabbi Jacob de Gérard Oury

### Actor
- 1955: Sèrie noire de Pierre Foucaud
- 1955: Du rififi chez les homes de Jules Dassin
- 1955: Chantage de Guy Lefranc